# Wondeok (métro de Séoul)
Wondeok (hangeul : 원덕 ; hanja : 元德) est une station de passage de la ligne Gyeongui-Jungang du métro de Séoul. Elle est située au 138 Wondeokheukcheon-gil, Yangpyeong-eup,, dans le district de Yangpyeong, sur le territoire de la province Gyeonggi, à l'est de Séoul en Corée du Sud. Elle est intégrée dans la gare du même nom.

## Situation sur le réseau

Plan du réseau du métro de Séoul (2023)